# Kekulen
Kekulen ist ein polycyclisch aromatischer Kohlenwasserstoff und Circulen. Seine Summenformel ist C48H24. Die erste Synthese gelang 1978 Heinz A. Staab und François Diederich. Kekulen ist benannt nach August Kekulé, dem Entdecker der Struktur von Benzol.
Kekulen ist eine sehr schwer lösliche und hoch schmelzende Verbindung. In 350 ml siedendem 1-Methylnaphthalin lösen sich bei 245 °C 10 mg und in siedendem 1,2,4-Trichlorbenzol bei 214 °C 1 mg. Unter Stickstoff beginnt es sich ab 620 °C ohne zu schmelzen zu zersetzen.
Röntgen-Strukturanalyse und NMR-Spektroskopie legen nahe, dass Kekulen nicht durchgehend aromatisch ist, sondern dass sich aromatische Ringe und Doppelbindungen abwechseln. Dies konnte letztlich auch durch AFM untermauert werden.